# Antropofagia
Antropofagia – en français Anthropophagie – est un tableau réalisé par la peintre brésilienne Tarsila do Amaral en 1929. Cette huile sur toile représente deux individus assis nus devant une végétation tropicale, sous un soleil ressemblant à une tranche d'agrume. Sa composition picturale combine plusieurs éléments des deux chefs-d'œuvre de l'artiste, A Negra de 1923 et Abaporu de 1928, ce dernier étant à l'origine du mouvement anthropophage dans lequel Antropofagia s'inscrit justement, par son titre comme par son style. On y retrouve les figures de chaque tableau dans la même posture, ainsi que la feuille de bananier du premier et des cactus similaires à celui du second. Conservée au sein de la collection de la fondation José et Paulina Nemirovsky, l'œuvre est prêtée à la pinacothèque de l'État de São Paulo, à São Paulo.